# أول إيغينز
أول إيغينز (بالنرويجية البوكمول: Ole Irgens)‏ هو قسيس نرويجي، ولد في 22 يناير 1724 في Surnadal Municipality ‏ في النرويج، وتوفي في 15 أكتوبر 1803 في برغن في النرويج.